# Beta (The Walking Dead)
Beta es un personaje de ficción en la serie de cómics  The Walking Dead  y la serie de televisión del mismo nombre, donde es retratado por Ryan Hurst. En ambos universos, Beta es el segundo al mando de los Susurradores, sirviendo como la mano derecha de Alpha y después de su muerte, se convierte en líder de-facto de los Susurradores.
También en ambos universos, Beta es una celebridad famosa antes del apocalipsis; en los cómics, era jugador de baloncesto y actor y en la serie de televisión se reveló en un episodio de la serie complementaria, "Fear the Walking Dead" (donde Hurst hizo un cameo sin acreditar), que era un músico country como se lo vio en la portada de un álbum que se lanzó antes del apocalipsis y más tarde se revela en la serie de televisión principal que su nombre artístico era Half Moon.

## Apariciones

### Historieta
Beta es la mano derecha de Alpha que lleva dos cuchillos. En un encuentro con Michonne y Aaron, Beta apuñala dejando herido a Aaron e intenta matar a Michonne hasta que Dwight y varios miembros de la Milicia logran salvarlos. Al llegar al campamento de los Susurradores, se enfrenta a Negan por mentir e intenta matarlo; Sin embargo, Beta es frustrado por Alpha. En respuesta a la muerte prematura de Alpha, Beta toma una posición de liderazgo y declara la guerra a las comunidades. Durante la guerra, él mata a Padre Gabriel y varios otros miembros de la Milicia. Finalmente lucha contra Negan para vengarse de la muerte de Alpha, pero resulta herido después de que Negan golpea a "Lucille" en su espalda varias veces hasta romperlo. Cerca del final de la guerra, él y algunos otros Susurradores desatan una gran manada de caminantes en Alexandría. En una pelea decisiva, mientras Beta lucha contra Jesús logra someterlo, Aaron le dispara en el pecho y muere, cuando le quitan la máscara, lo reconocen como una celebridad famosa.

### Adaptación de TV

#### Temporada 9
Beta aparece por primera vez en "Guardians" cuando descubre que Henry sigue a los Susurradores para rescatar a Lydia; agarra a Henry y le presenta el chico ante Alpha. Esa noche, Alpha le ordena a su hija que ejecute a Henry con un cuchillo para probar de qué lado está, pero Lydia se niega y Alpha luego le ordena a Beta que los ejecute a ambos. De repente, la aparición de varios caminantes pone el campamento en caos; Alpha y Beta dejan a los dos jóvenes para que puedan ayudar a los demás. Momentos después, Daryl y Connie, quienes crearon la distracción, llegan inadvertidos para rescatar a Henry. Sin embargo, también toman a Lydia ante la insistencia de Henry y se dan la fuga. En "Chokepoint", Beta consuela a un Susurrador moribundo y luego lleva a un grupo de Susurradores y caminantes con él para ir a buscar a Lydia por orden de Alpha. A la mañana siguiente, el grupo logra detectarlos en un edificio abandonado. Beta y su equipo entran rápidamente, y descubren una trampa destinada a separarlos de los muertos. Poco después, Daryl y Beta tienen un duelo uno a uno en el que Beta anuncia que todo lo que quiere es "la niña". Sin embargo, Daryl logra empujar a Beta por el hueco de un ascensor. Poco después, Beta se levanta de dolor y mira hacia arriba, enfurecido y cubierto de sangre, con los dientes frontales inferiores que se han roto a causa de la caída de más de dos pisos. En "The Calm Before", un grupo de caminantes emboscan a Daryl, Michonne, Carol y Yumiko durante la noche; los sacan uno por uno hasta que un grupo de Susurradores los rodea. Beta, que logró encontrar una salida del hueco del ascensor, emerge de los árboles y ordena al grupo que suelte sus armas. Luego se acerca y le gruñe a Daryl, quien es tomado por sorpresa ya que pensó que Beta estaba muerto y le recuerda a Daryl que todo lo que tenía que hacer era entregar a Lydia y que este trato inicial ahora está cerrado. De vuelta en el campamento, después de que Alpha le muestra a Daryl lo que su gente es capaz de hacer si alguna vez cruzan sus fronteras nuevamente, Beta se acerca a Alpha para preguntarle qué pasó con Lydia. Alpha solo le dice que quiere que la dejen sola para que pueda soportar su dolor sola; Beta obedece y la deja sola. En "The Storm", han pasado algunos meses desde la masacre en la feria. Después de sobrevivir a una gran tormenta que se extendió por todo el territorio de los Susurradores, los Susurradores proceden a reensamblar su campamento mientras Beta se encuentra en privado con un Alpha desconsolado; él le informa que el tiempo fuera ha sido bueno para la manada. Cuando esta nueva información le asegura, Alpha le recuerda a Beta que necesitará ser fuerte para lo que viene después; él le asegura que ella será. Alpha luego le da a Beta una rama y estira su brazo izquierdo. Beta, sin dudarlo, comienza a herirla azotando su brazo con la rama para hacerla más fuerte.

#### Temporada 10
En "We Are the End of the World", se descubre en los flashbacks el origen y el pasado de un Beta inestable en ese momento y lo que sucedió antes de formar a los Susurradores con Alpha y Lydia, con quien se encuentra en un sanatorio abandonado. Sin embargo, ambos se desconfiaban del uno y del otro cuando se conocían, pero después de que Alpha descubrió la cara de Beta, ambos comenzaron a desarrollar una confianza mutua. En el presente, Alpha le ordena a Beta que recolecte más caminantes de un estacionamiento cercano y se lleve a las dos hermanas (Mary y Frances) con él. En el garaje, Beta atrae a los caminantes con éxito, pero Frances, a quien Alpha había obligado a dejar a su recién nacido en la colonia Hilltop, cree que escucha a un bebé llorando cerca y entra en pánico, haciendo que los caminantes se vuelvan contra ellos. Beta luego rescata a Frances y regresa al campamento sin los caminantes. Allí, Beta está listo para ejecutar a Frances, pero Alpha en cambio lleva a Frances a hablar en privado donde Frances llora y lamenta sus acciones. Beta comienza a preocuparse por qué Alpha decidió no castigar a Frances por mostrar debilidad y se pregunta por qué aún no han atacado a las otras comunidades. Más tarde, Beta sigue a Alpha y descubre que ella ha hecho un pequeño santuario para Lydia. Alpha luego admite ante un Beta enojado que ella mintió sobre matar a Lydia y que todavía está viva y se desmorona diciéndole a Beta que no podía matar a su hija. Luego destruye el santuario y le suplica que mantenga en secreto que Lydia está viva; Beta se lo promete. En "What It Always Is", después de que un Susurrador desafía las estrategias de Alpha, Beta intenta matarlo, pero Alpha lo detiene. Luego corta al Susurrador en su brazo y pierna, y le da el cuchillo a Beta, quien se acerca al Susurrador herido y lo corta en la nuca para terminar el trabajo. Esa noche, Beta y un grupo de Susurradores llegan a una de sus fronteras después de escuchar los gritos de un hombre: Negan. Beta se enfrenta y arroja a Negan al suelo antes de que pueda seguir matando a sus caminantes. En "Bonds", Beta y el grupo de Susurradores escoltan a un Negan con los ojos vendados, que está interesado en unirse a los Susurradores, a través del bosque después de capturarlo. Cuando Negan sigue hablando y haciendo bromas, Beta pone sus cuchillos en la garganta de Negan y le exige que se calle mientras le dice que es demasiado ruidoso. Negan se disculpa y se presenta, explicando que ha sido prisionero de su enemigo durante ocho años y está dispuesto a revelar información sobre ellos. Al llegar al campamento Susurrador, Alpha y Beta discuten sobre qué hacer con Negan; Alpha quiere probarlo, mientras que Beta quiere matarlo porque no le siente una desconfianza y no pertenece a ellos. Alpha luego observa que Beta la ha estado cuestionando con bastante frecuencia últimamente y le pregunta si finalmente la está desafiando. Beta se arrodilla en sumisión y promete que nunca la desafiará; Alpha lo perdona cuando Negan sonríe cerca. Más tarde ese día, Beta obliga a Negan a realizar una serie de tareas, que incluyen cavar tumbas, desollar a los caminantes y ayudar a cazar un jabalí para demostrar su valía. Esa noche, Beta le dice a Negan que no se ha ganado el derecho a comer con ellos y lo tira al suelo mientras Alpha observa. Negan luego se recupera y se sienta con otro Susurrador que comparte algo de su comida con él; Beta se da cuenta de esto con ira. Un tiempo después, Beta lleva a Negan a caminar entre uno de sus rebaños en el bosque como prueba final. Sin embargo, después de que Beta desata la ira nuevamente al escuchar más bromas de Negan, Beta le asegura a Negan que nunca será uno de ellos porque es demasiado fuerte y débil. Beta luego mata a un Susurraodor en respuesta y se aleja, dejando a Negan para defenderse solo con una navaja de bolsillo. A la mañana siguiente, Beta regresa al campamento e informa a Alpha que Negan murió porque estaba débil. De repente, Beta queda en estado de shock cuando un Negan cubierto de sangre regresa, exigiendo un traje de piel para él. Luego observa a Negan arrodillarse frente a Alpha para presentarse y ofrecerle su lealtad; Alpha acepta a Negan.
En el estreno de mitad de temporada "Squeeze", mientras vigilaba el campamento, Alpha le informó a Beta que el enemigo había cruzado la frontera para ir al parque nacional donde toda la horda fue y escuchó atentamente mientras su líder le ordenaba a Gamma que fuera a la frontera para informar a sus espías sobre la situación. Sin embargo, cuando Gamma nunca llegó a su destino, Alpha comenzó a sospechar que la traidora se era en realidad ella y le ordenó a Beta que la rastreara, quien alegó que la asesinaría por lo que había hecho, pero Alpha rechazó rápidamente sus deseos, aseguró que ella personalmente la castigaría frente a toda la manada. En el episodio "Stalker", Beta entra en Alexandría en medio de la noche a través de un túnel subterráneo que uno de sus espías había creado, Beta procedió a asesinar brutalmente a varios alejandrinos que estaban en su hogares y pacientemente esperaron a que se transformaran en caminantes como una forma de crear una distracción para poder buscar Gamma sin ningún problema. Al ubicar a la niña dentro de una celda, Beta le ordenó que se rindiera asegurándose de que su muerte fuera indolora en caso de que no peleara con él, pero antes de que él pudiera cumplir su tarea, la llegada de Laura permitió que Mary escapara y Beta fue amenazada por la mujer con una lanza. Sin embargo, el susurrador logró deshacerse de su adversaria y rápidamente siguió a su presa a la casa de los Grimes, donde comenzó a buscar cada habitación hasta que Judith lo derribó en el pecho. Sobreviviendo al ataque de la niña gracias a su chaleco antibalas, Beta una vez más se enfrentó a más de sus enemigos y mientras se preparaba para terminar con la vida de Rosita, el hombre fue interrumpido cuando Mary amenazó con suicidarse si no dejaba sola a su oponente y finalmente para evitar más matanzas, Mary aceptó el destino que la esperaba y se entregó al gran hombre. A pesar de haber cumplido su misión de capturar al desertor, el viaje de regreso al campamento se vio frustrado con la llegada de un grupo de alejandrinos, quienes sin pensarlo dos veces abrieron fuego contra Beta y el susurrante no tuvo más remedio que dejar a Gamma de regreso para salvar su vida. En el episodio "Morning Star", Beta ha declarado la guerra a las comunidades y se le encargó extraer la savia de varios árboles y luego mandó a sus hombres a través de la horda en su camino hacia Hilltop. Una vez que llegó a la comunidad, Beta se hizo cargo de las tácticas de batalla de su grupo, ideó un plan inteligente que consistía en usar la savia para rociar a sus enemigos con ella y luego disparar flechas ardientes para prender fuego a todo lo que se cruzara en su camino. En el episodio "Walk with Us", Beta observa los restos de la batalla y aniquilando a los sobrevivientes restantes, Beta se dio cuenta de que Alpha no estaba satisfecho con toda la destrucción que había causado porque no había encontrado a su hija y personalmente se ofreció a buscarla en los alrededores. En el proceso, Beta encontró a Mary limpiando algunos caminantes y rápidamente la apuñaló en el vientre, pero ella intentó inútilmente atacar al hombre trastornado quitándole parte de su máscara y finalmente murió en sus manos. Lo que sucedió fue contemplado por un susurro, quien le confesó a Beta que lo reconociera, pero antes de que pudiera continuar hablando, esto terminó con el hombre. Esperando a que la niña reviviera como caminante, Beta no tuvo tiempo de llevarla con su grupo cuando Alden la terminó de lejos y notó que estaba en desventaja, él escapó aterrorizado de su alcance.
En el episodio  "Look at the Flowers", después de encontrar la cabeza zombificada de Alpha incrustada en una pica, Beta se negó rotundamente a ocupar el rango de la mujer dentro de los Susurradores y castigó a uno de sus compañeros que proclamó su liderazgo. Mientras caminaba por una ciudad abandonada en busca de nuevos caminantes para su horda, Beta entró en un bar donde se encontraron varias piezas de música y mientras lo inspeccionaba encontró varios recuerdos de su tiempo como cantante; destruyendo todos los rastros que lo hicieron enfrentar su pasado. Sin embargo, después de reflexionar sobre todo lo que tenía que lo hizo recordar su carrera profesional, Beta aceptó escuchar una grabación de uno de sus conciertos en el tocadiscos y a su vez, aprovechó la oportunidad para atraer a todos los caminantes que estaban en la zona. Después de agradecerle a una decapitada y caminante Alpha por todo lo que había hecho por él, Beta puso fin a su miserable existencia y retiró parte de la cara de la mujer para reemplazar la parte de su máscara que había sido dañada; posteriormente guiando a la gigantesca horda de caminantes hacia sus enemigos. En el episodio "The Tower", Beta como nuevo líder de los Susurradores, finalmente ha llevado a la horda a Alexandría, pero parece que está vacía. Mientras tanto, mientras la horda barre Alexandría, Beta observa desde la base del molino. Mientras discute su próximo asalto con los otros Susurradores, Beta escucha voces en su cabeza. Informe a los otros Susurradores que se dirigirán hacia Oceanside. Sin que él lo sepa, Alden lo está mirando desde el último piso del molino, quien está comunicando información a Aaron a través de signos. Beta casi descubre a Alden, pero finalmente decide retirarse. Se ve a Beta conduciendo a la horda hacia Oceanside, pero de repente se detiene cuando siente que algo está mal. Se queja de que los sobrevivientes no son estúpidos y comienza a sospechar que los están llevando a una trampa. Otro Susurrador trata de tranquilizar a Beta, pero al hacerlo, accidentalmente lo llama "Alfa". A pesar de su remordimiento, Beta se prepara para matar al Susurrador, pero la voz en su cabeza lo detiene. Beta le pide a la voz que le muestre el camino, pero lo insta a ser paciente y tener fe en su fuerza. Con eso, Beta continúa con la horda, bajo el liderazgo de la horda y Los Susurradores, Beta habla consigo mismo y continúa escuchando voces en su cabeza. Justo entonces, ve un gato cruzando la calle. La voz ahora se manifiesta en un caminante que marcha junto a Beta, quien le dice que la fe será recompensada. Beta se ríe tortuosamente. Beta finalmente ha llegado a la Torre con la horda y sus secuaces. Comienza a cantar y alucina también a los caminantes.
En "A Certain Doom", Beta continúa liderando la manada y los Susurradores, pero Daryl y varios otros se infiltran en la horda usando el truco del caminante y alejan a la horda con un sistema de sonido conectado a un carro. Los Susurradores finalmente logran destruir el vagón, lo que obliga al grupo de Daryl a infiltrarse en la horda una vez más y eliminar a los Susurradores uno por uno. Al ver a Lydia alejando a la manada, Beta comienza a seguirla, pero Negan se enfrenta a ella. Derribando al exlíder de los Salvadores, Beta se prepara para matarlo en venganza por la muerte de Alpha, pero es atacado por Daryl, quien apuñala a Beta en ambos ojos. Beta recuerda su vida como Susurrador antes de ser devorado por la horda, un destino que acepta con gusto. Mientras Beta es devorado, su máscara es arrancada, sorprendiendo a Negan, quien reconoce quién es Beta en realidad, aunque Daryl simplemente lo llama "nadie". Con Beta y los Susurradores desaparecidos, Carol y Lydia pueden liderar a la horda por un acantilado, poniendo fin a su amenaza de una vez por todas.
En un flashback de "Here's Negan", la esposa de Negan, Lucille, lleva una camiseta "Half Moon", lo que revela que Negan y su esposa eran fanáticos de Beta cuando él era músico.

### Fear the Walking Dead

#### Temporada 5
En "Today and Tomorrow", Daniel Salazar ve una foto de Beta, en sus registros, antes del apocalipsis, pero se ve obligado a abandonarlos después del ataque de los caminantes.

## Desarrollo y recepción

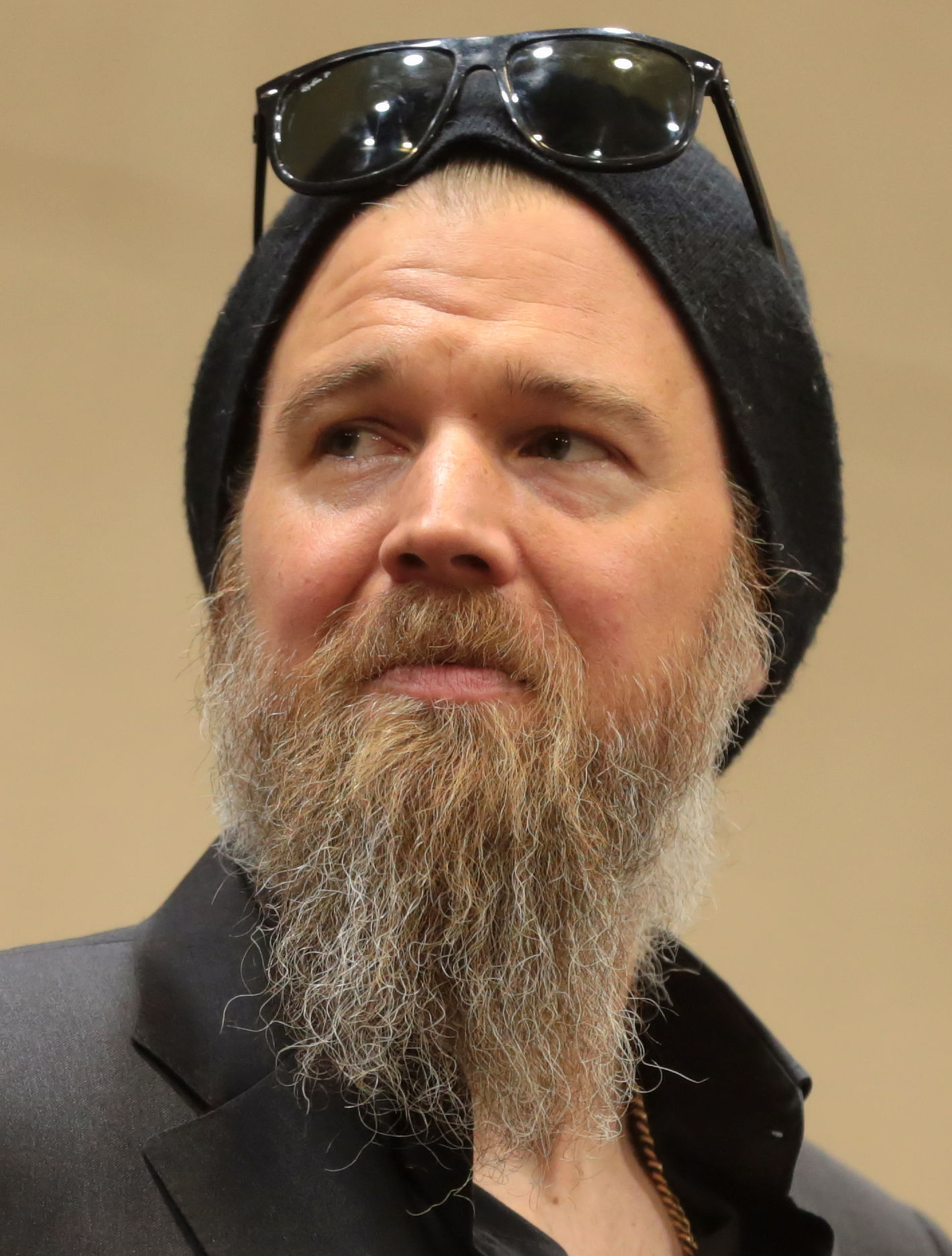
Ryan Hurst retrata a Beta

Beta es retratado por Ryan Hurst. El personaje ingresó al reparto recurrente de los créditos que comienzan con el episodio "Guardians" de la novena temporada.  Sin embargo, Hurst fue ascendido a una serie regular comenzando la décima temporada. Erik Kain de Forbes elogió el desarrollo de Hurst y escribió: "Beta es bastante increíble. Ryan Hurst fue una gran elección de reparto y tengo grandes esperanzas para su personaje. Esa escena de piel de zombi fue bastante desagradable y hermoso." En su reseña para "Chokepoint", Kain escribió que "Beta es aterrador" y "toda la escena de la pelea fue fenomenal". Continuó diciendo que "Chokepoint" fue, en su mayor parte, un episodio fantástico. Ciertamente es el primer episodio de 9B que me tuvo al borde de mi asiento. Principalmente, eso se debe a Beta (Ryan Hurst quien trabajó en Sons of Anarchy) que es maravillosamente aterrador e intimidante. El tipo es enorme, por un lado (a las 6'4" tiene una pulgada hacia mí) y en su gabardina y piel de caminante, es una figura bastante llamativa, ya sea peleando con sus "guardianes" o cargando a través de una pared para atacar a Daryl."
Ron Hogan escribió para Den of Geek elogió el trabajo de Hurst y escribió: "Ryan Hurst es un excelente matón para Alpha, porque lo que le falta en destreza física, lo compensa con creces. Lo que le falta en la gestión organizacional, ella más que compensa por ser la cara y la voz de la organización ".
Kirsten Acuna de Business Insider entrevistó a Hurst, en la que Hurst dijo: "Probablemente hace aproximadamente un año, tuve esta premonición de que iba a estar en el programa. Fue tan fuerte que realmente llamé a mi agente y mi gerente, y le dije: "Oye, ¿puedes llamar a' The Walking Dead" y decirles que me gustaría estar en el programa? "Hurst dijo que su agente y gerente le dijeron que eso no era exactamente cómo funciona, y que necesita audicionar para el programa, pero Hurst fue persistente. Luego dijo: "'Sí, sí, sí, lo sé, pero simplemente llame a los productores y diga: "Hola, a Ryan Hurst le gustaría estar en el programa", y lo hicieron. Y los productores respondieron a ellos. y dijeron: 'No, no puede estar en el programa en este momento. Te lo haremos saber.'"